# Tokyo Emotional Gakuen
『Tokyo Emotional Gakuen』（トウキョウ・エモーショナル・ガクエン）は、日本のバンドBIGMAMAの9作目のアルバム。2023年10月25日にリリースされた。

## 概要
BIGMAMAの約5年ぶりとなるフルアルバムである。新メンバーである Bucket Banquet Bis (Dr) を迎え、事務所移動後初の作品である。
今作のキャッチコピーは「青春はエモい」。"EMO"というコンセプトを掲げて、2000年代の音楽にフォーカスを当てて制作されており、収録曲に教科が付いているものがある。
リリース日の10月25日より毎日リリック・ビデオ、オフィシャル・オーディオ映像が公開されることも決定。

## 収録内容
| 全作詞: 金井政人（#1,#11を除く）。 |                                      |                           |                              |                 |      |
| #                                  | タイトル                             | 作詞                      | 作曲                         | 編曲            | 時間 |
| 1.                                 | 「Tokyo Emotional」                  | 金井政人 （#1,#11を除く） | 安井英人                     | BIGMAMA         | 0:59 |
| 2.                                 | 「現文｜虎視眈々と」                 | 金井政人 （#1,#11を除く） | Bucket Banquet Bis、柿沼広也 | BIGMAMA、草間敬 | 3:38 |
| 3.                                 | 「数学｜RULER」                      | 金井政人 （#1,#11を除く） | 金井政人                     | BIGMAMA         | 4:24 |
| 4.                                 | 「物理｜Time is like a Jet coaster」 | 金井政人 （#1,#11を除く） | Bucket Banquet Bis           | BIGMAMA         | 1:59 |
| 5.                                 | 「倫理｜ロジカルモンスター」         | 金井政人 （#1,#11を除く） | 金井政人、Bucket Banquet Bis | BIGMAMA         | 3:20 |
| 6.                                 | 「生物｜悩みの種に花が咲いたら」     | 金井政人 （#1,#11を除く） | 東出真緒、金井政人           | BIGMAMA         | 3:34 |
| 7.                                 | 「歴史｜History Maker」              | 金井政人 （#1,#11を除く） | 金井政人                     | BIGMAMA         | 3:41 |
| 8.                                 | 「地理｜Nowhere Now here」           | 金井政人 （#1,#11を除く） | 金井政人、柿沼広也           | BIGMAMA         | 2:47 |
| 9.                                 | 「英語｜5W1H」                       | 金井政人 （#1,#11を除く） | 金井政人、柿沼広也           | BIGMAMA         | 5:01 |
| 10.                                | 「17 (until the day I die)」         | 金井政人 （#1,#11を除く） | Bucket Banquet Bis           | BIGMAMA         | 4:25 |
| 11.                                | 「Tokyo Emotional (Reprise)」        | 金井政人 （#1,#11を除く） | 安井英人                     | 安井英人        | 0:42 |
| 12.                                | 「帰宅部｜Go Home Anthem」           | 金井政人 （#1,#11を除く） | 金井政人                     | BIGMAMA         | 3:04 |
| 合計時間:                          | 合計時間:                            | 合計時間:                 | 合計時間:                    | 37:34           |      |

## リリースツアー
「Tokyo Emotional Gakuen」を引っ提げたツアー『SCHOOL WARS TOUR』が10月28日から開始。
2023年10月28日（土）KT Zepp Yokohama　
2023年11月10日（金）Zepp Osaka Bayside
2023年11月11日（土）Zepp Fukuoka
2023年11月19日（日）Zepp Sapporo
2023年11月22日（水）Zepp Nagoya
2023年11月23日（木祝）Zepp DiverCity (Tokyo)

## 追加履修 EP
本作以降に配信限定でリリースされた3曲をまとめた作品が、『Tokyo Emotional Gakuen 追加履修 EP』として2024年6月14日にFUSE RECORDSより会場限定リリースされた。

### 収録内容
| 全作詞: 金井政人。 |                           |           |                              |         |      |
| #                  | タイトル                  | 作詞      | 作曲                         | 編曲    | 時間 |
| 1.                 | 「美術｜ESORA」           | 金井政人  | 柿沼広也                     | BIGMAMA | 3:15 |
| 2.                 | 「家庭科｜PEACE OF CAKE」 | 金井政人  | 金井政人                     | BIGMAMA | 4:01 |
| 3.                 | 「化学｜Utsu2」           | 金井政人  | Bucket Banquet Bis、柿沼広也 | BIGMAMA | 3:10 |
| 合計時間:          | 合計時間:                 | 合計時間: | 合計時間:                    | 10:26   |      |